# Араповка (Луганская область)
Ара́повка (укр. Арапівка) — село, относится к Троицкому району Луганской области Украины.
Население по переписи 2001 года составляло 485 человек. Почтовый индекс — 92136. Телефонный код — 6456. Занимает площадь 52,6 км². Код КОАТУУ — 4425480501.

## Местный совет
92136, Луганська обл., Троїцький р-н, с. Арапівка, вул. Радянська, 1  (укр.)